# Píla (Bratislava)
|  | Per a altres significats, vegeu «Píla». |

Píla és un poble i municipi d'Eslovàquia que es troba a la regió de Bratislava, a l'extrem occidental del país, prop de la frontera amb Àustria.

## Demografia
| Godina             | 1994 | 2004    | 2014    | 2024    |
| ------------------ | ---- | ------- | ------- | ------- |
| Nombre de persones | 233  | 278     | 323     | 371     |
| Diferència         |      | +19,31% | +16,18% | +14,86% |

| Godina             | 2023 | 2024   |
| ------------------ | ---- | ------ |
| Nombre de persones | 367  | 371    |
| Diferència         |      | +1,08% |